# Ilirney
Ilirney (del ruso: Илирней), también conocido como Ilirnéi, es una localidad rural de Chukotka, en Rusia. Se encuentra dentro de la cuenca del río Kolymá, bañada por el río Maly Anyuy y emplazada a siete kilómetros del lago Ilirney, del que toma nombre la ciudad.
Fundada en 1940 en las proximidades del lago Ilirney, la localidad tuvo que ser reubicada en 1954 debido a las numerables crecidas provocadas por el deshielo del lago. Inicialmente creada como una granja de cría de renos, el hallazgo de oro en la zona provocó un auge económico en la ciudad, ayudado en gran parte por la cercanía con la capital del distrito, Bilibino. Actualmente, Ilirney posee una población de 274 habitantes, la mayoría de ellos de la etnia chukchi.  

## Clima
| Parámetros climáticos promedio de Ilirney (1991-2020) | Parámetros climáticos promedio de Ilirney (1991-2020) | Parámetros climáticos promedio de Ilirney (1991-2020) | Parámetros climáticos promedio de Ilirney (1991-2020) | Parámetros climáticos promedio de Ilirney (1991-2020) | Parámetros climáticos promedio de Ilirney (1991-2020) | Parámetros climáticos promedio de Ilirney (1991-2020) | Parámetros climáticos promedio de Ilirney (1991-2020) | Parámetros climáticos promedio de Ilirney (1991-2020) | Parámetros climáticos promedio de Ilirney (1991-2020) | Parámetros climáticos promedio de Ilirney (1991-2020) | Parámetros climáticos promedio de Ilirney (1991-2020) | Parámetros climáticos promedio de Ilirney (1991-2020) | Parámetros climáticos promedio de Ilirney (1991-2020) |
| Mes                                                   | Ene.                                                  | Feb.                                                  | Mar.                                                  | Abr.                                                  | May.                                                  | Jun.                                                  | Jul.                                                  | Ago.                                                  | Sep.                                                  | Oct.                                                  | Nov.                                                  | Dic.                                                  | Anual                                                 |
| ----------------------------------------------------- | ----------------------------------------------------- | ----------------------------------------------------- | ----------------------------------------------------- | ----------------------------------------------------- | ----------------------------------------------------- | ----------------------------------------------------- | ----------------------------------------------------- | ----------------------------------------------------- | ----------------------------------------------------- | ----------------------------------------------------- | ----------------------------------------------------- | ----------------------------------------------------- | ----------------------------------------------------- |
| Temp. máx. abs. (°C)                                  | 2.4                                                   | 1.4                                                   | 3.8                                                   | 8.5                                                   | 21.1                                                  | 30.7                                                  | 34.1                                                  | 31.1                                                  | 28.4                                                  | 13.2                                                  | 2.9                                                   | 4.2                                                   | 34.1                                                  |
| Temp. máx. media (°C)                                 | -30.4                                                 | -27.3                                                 | -18.6                                                 | -8.4                                                  | 3.5                                                   | 16.6                                                  | 19.3                                                  | 15.0                                                  | 6.6                                                   | -7.9                                                  | -19.5                                                 | -29.1                                                 | -6.7                                                  |
| Temp. media (°C)                                      | -34.8                                                 | -32.6                                                 | -25.4                                                 | -15.6                                                 | -1.2                                                  | 11.0                                                  | 13.5                                                  | 9.3                                                   | 1.9                                                   | -12.1                                                 | -24.1                                                 | -33.4                                                 | -12                                                   |
| Temp. mín. media (°C)                                 | -39.2                                                 | -37.9                                                 | -32.1                                                 | -23.7                                                 | -6.7                                                  | 4.8                                                   | 7.1                                                   | 3.4                                                   | -2.6                                                  | -16.4                                                 | -29.0                                                 | -37.5                                                 | -17.5                                                 |
| Temp. mín. abs. (°C)                                  | -64.4                                                 | -62.0                                                 | -55.5                                                 | -46.2                                                 | -35.8                                                 | -8.8                                                  | -6.0                                                  | -12.0                                                 | -27.6                                                 | -41.3                                                 | -55.0                                                 | -60.9                                                 | -64.4                                                 |
| Precipitación total (mm)                              | 9                                                     | 10                                                    | 9                                                     | 5                                                     | 6                                                     | 15                                                    | 21                                                    | 23                                                    | 13                                                    | 19                                                    | 18                                                    | 11                                                    | 159                                                   |
| Días de precipitaciones (≥ 1 mm)                      | 12.0                                                  | 11.0                                                  | 11.2                                                  | 8.4                                                   | 7.9                                                   | 9.4                                                   | 10.8                                                  | 11.0                                                  | 11.9                                                  | 16.3                                                  | 14.2                                                  | 13.3                                                  | 137.4                                                 |
| Horas de sol                                          | 3.1                                                   | 70.0                                                  | 173.6                                                 | 261.0                                                 | 266.6                                                 | 270.0                                                 | 213.9                                                 | 167.4                                                 | 120.0                                                 | 49.6                                                  | 15.0                                                  | 0.0                                                   | 1610.2                                                |
| Humedad relativa (%)                                  | 70.9                                                  | 69.9                                                  | 67.4                                                  | 64.3                                                  | 62.7                                                  | 59.8                                                  | 65.2                                                  | 74.7                                                  | 78.8                                                  | 82.7                                                  | 80.3                                                  | 73.6                                                  | 70.9                                                  |
| Fuente n.º 1: Погода и климат                         |                                                       |                                                       |                                                       |                                                       |                                                       |                                                       |                                                       |                                                       |                                                       |                                                       |                                                       |                                                       |                                                       |
| Fuente n.º 2: Climatebase.ru                          |                                                       |                                                       |                                                       |                                                       |                                                       |                                                       |                                                       |                                                       |                                                       |                                                       |                                                       |                                                       |                                                       |